# Chlorotocus crassicornis
Chlorotocus crassicornis is een garnalensoort uit de familie van de Pandalidae. De wetenschappelijke naam van de soort is voor het eerst geldig gepubliceerd in 1871 door A. Costa.